# 史提芬·古華治
史提芬·古華治（法語：Stéphane Guivarc'h），1970年9月6日—，出生於法國孔卡尔诺，是已退役的法國足球員，司職前鋒。他最著名的是曾替法國在1998年世界盃擔任正選前鋒並贏得冠軍。雖然如此，古華治在整個決賽周竟然顆粒無收，飽受傳媒及球迷批評。
古華治在1997/98球季法甲代表歐塞爾時取得當屆的歐協盃金靴獎，因而受到當時的法國領隊注意而入選國家隊，並擔任正選正前鋒，但在中場線如施丹、德约卡夫等好手協助下，依然未能替球隊入球，不過由於施丹等球星的出色發揮，法國仍然大勝巴西3:0捧走世界盃冠軍寶座。
古華治在表現未如理想仍得別紐卡素的垂青，但只踢了三個月便被裁走，加盟蘇超球會流浪者，贏得了聯賽冠軍、蘇格蘭盃及蘇格蘭聯賽盃，他更在決賽入球助球隊取勝。其後在2001/02球季返回歐塞爾，最後在甘岡退休。
古華治在1998年世界盃的「零入球」、以及在紐卡素的差劣表現，被英國報章《每日郵報》評為英超史上最差前鋒。